# Union civique (Lettonie)
Pour les articles homonymes, voir Union civique.
L’Union civique (en letton : Pilsoniskā savienība, abrégé en PS) est un parti politique letton, fondé le 26 avril 2008. Son leader est l'ancienne commissaire européenne Sandra Kalniete et ce mouvement peut être décrit comme conservateur, de centre-droit. La plupart de ses membres venaient du  parti de la Nouvelle Ère et de Pour la patrie et la liberté/LNNK.

## Présentation
Il fait partie de la coalition gouvernementale de Valdis Dombrovskis et y dispose du ministère de la Défense, avec le diplomate Imants Lieģis.
Lors des élections européennes de 2009, l'Union civique a obtenu la majorité relative (24 %) et deux sièges de députés européens. 